# Nomada priesneri
Nomada priesneri là một loài Hymenoptera trong họ Apidae. Loài này được Schwarz mô tả khoa học năm 1965.